# Gabriel Marie Joseph Hervier-Basson
Abate Gabriel Marie Joseph Hervier-Basson ( 1846 - 1922 ) fue un religioso, botánico, y pteridólogo francés.

## Algunas publicaciones

### Libros
- Hervier, GMJ. 1905. « Excursions botaniques de M. Elisée Reverchon dans le massif de la Sagra et á Vélez-Rubio (Espagne) de 1899 a 1903» Bulletin de l’Académie internationale de Géographie Botanique. Le Mutis, 15: 1-32; 57-72; 89-120 & 157-170

- La abreviatura «Hervier» se emplea para indicar a Gabriel Marie Joseph Hervier-Basson como autoridad en la descripción y clasificación científica de los vegetales.[2]